# Partido Social Democrático (1945)
Der Partido Social Democrático (PSD) war eine brasilianische politische Partei, die am 17. Juli 1945 gegründet und durch den Zweiten Institutionellen Akt der Militärregierung Brasiliens von 1965 (AI–2) am 27. Oktober 1965 ausgelöscht wurde. Sie ist der politischen Mitte zuzurechnen und war populistisch. 
Sie war unter der Schirmherrschaft von Getúlio Vargas von während der Zeit des Estado Novo ernannten Bundesinterventoren gegründet worden, darunter Benedito Valadares in Minas Gerais, Fernando de Sousa Costa in São Paulo, Admiral Ernâni do Amaral Peixoto in Rio de Janeiro und Agamenon Magalhães von Pernambuco.
Zwischen 1945 und 1964 bildete sie zusammen mit der ebenfalls 1945 gegründeten Arbeiterpartei Partido Trabalhista Brasileiro (PTB) den Pro-Getulismus-Block der brasilianischen Politik im Gegensatz zur antigetulistischen União Democrática Nacional (UDN). Während seines Bestehens war es die Mehrheitspartei in der Abgeordnetenkammer von Brasilien und im Bundessenat machte es Filinto Müller 1961 zu ihrem Parteiführer in Nationalkongress. Die Partei brachte zwei Präsidenten der Republik hervor: Eurico Gaspar Dutra im Jahr 1945 und Juscelino Kubitschek im Jahr 1955.
Nach dem Erlöschen der PSD waren ihre Mitglieder gespalten: Einige gingen zum Movimento Democrático Brasileiro von 1966, der einzigen Oppositionspartei der Diktatur, die nach der Einführung der Überparteilichkeit mit AI–2 zugelassen wurde, und andere schlossen sich der Aliança Renovadora Nacional (ARENA) an, der Partei, die das 1964 eingesetzte Regime unterstützte. In beiden organisierten sich die ehemaligen Mitglieder als separate Flügel.
Später wurden zwei weitere Parteien mit demselben Namen gegründet: der Partido Social Democrático (1987) und der Partido Social Democrático (2011).